# Passage Verdeau
Le passage Verdeau est un passage couvert parisien situé dans le 9e arrondissement.

## Situation et accès
Il est situé entre la rue de la Grange-Batelière au sud et la rue du Faubourg-Montmartre au nord.

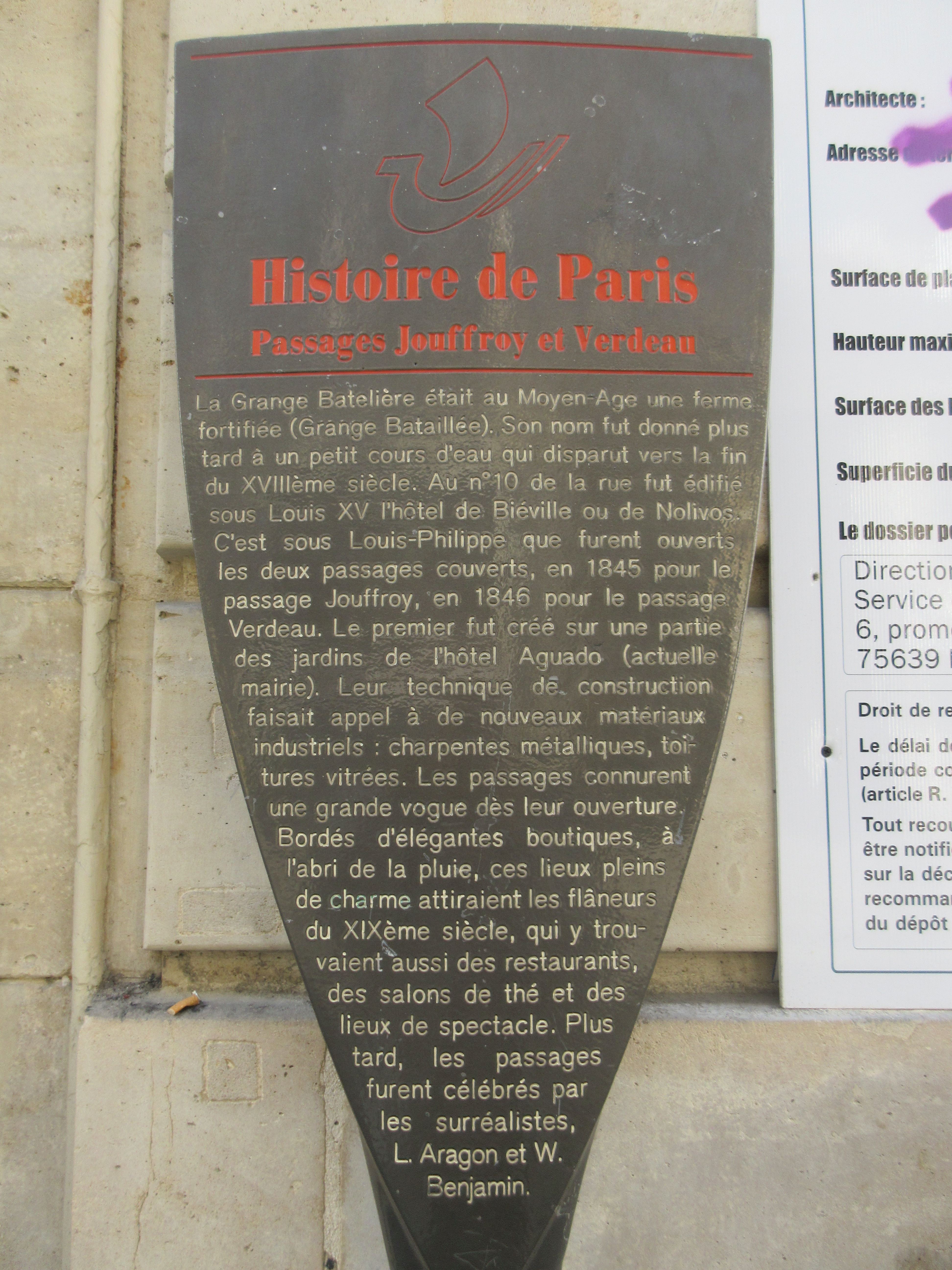
Panneau Histoire de Paris
« Passages Jouffroy et Verdeau ».

## Origine du nom
Le passage tient son nom de Jean-Baptiste Ossian Verdeau, l'un des promoteurs du passage et actionnaire de la Société du passage Jouffroy, par ailleurs inventeur du système de location de linge aux hôtels et meublés.

## Historique
Établi en 1846 par la Société du passage Jouffroy, sous sa dénomination actuelle, le passage Verdeau se situe dans le prolongement des passages des Panoramas et Jouffroy.
Situé en retrait, le passage Verdeau a toujours souffert de la comparaison avec les passages qu'il prolonge et est longtemps resté déshérité. C’est pourtant l’un des plus clairs, possédant une haute verrière en arêtes de poisson et un dessin néoclassique épuré.
Cependant, l’ouverture de l’hôtel Drouot a attiré de nombreux antiquaires qui y ont élu domicile et le passage attire depuis de nombreux collectionneurs de livres anciens ou cartes postales anciennes.

## Galerie

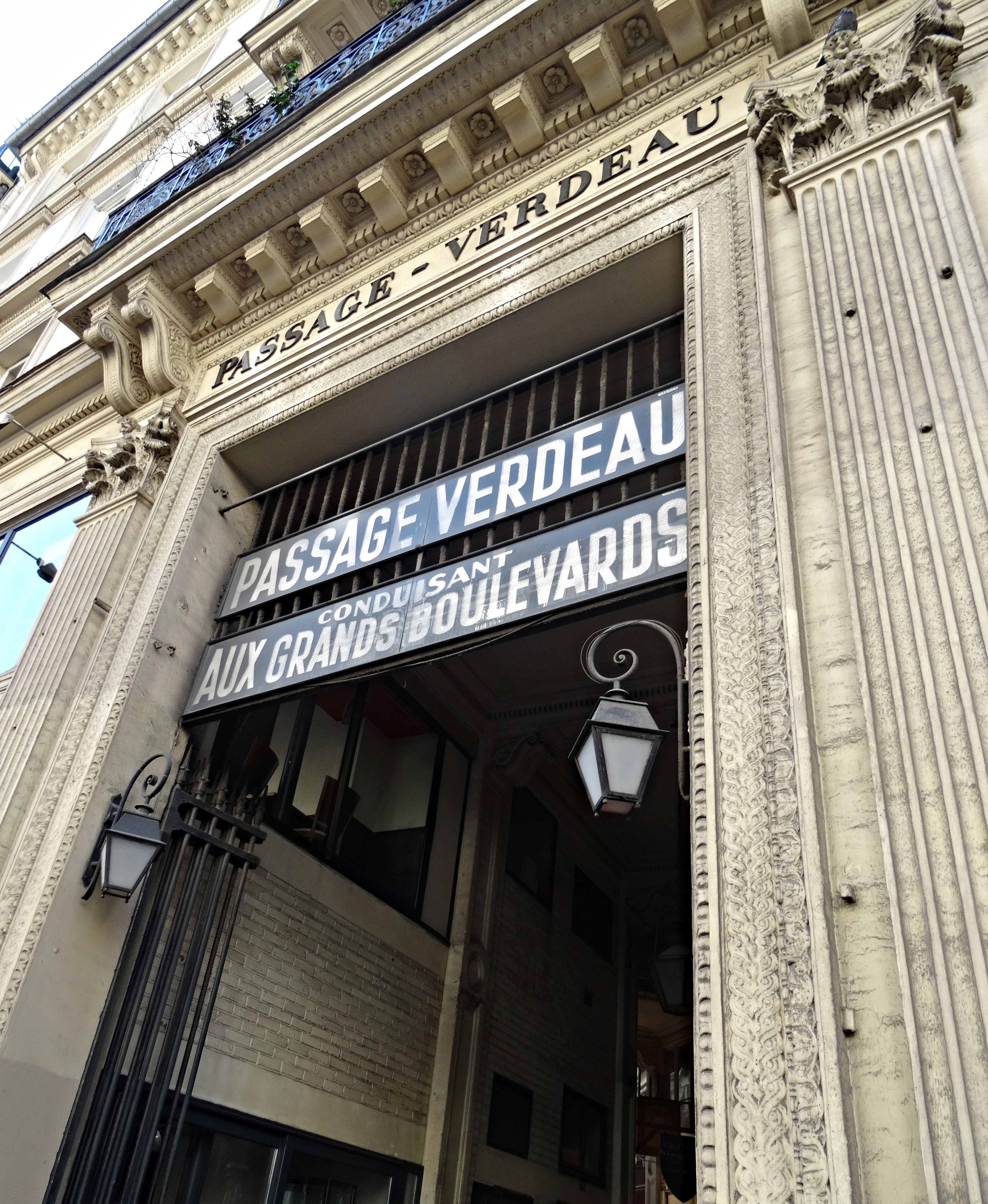
Entrée rue Faubourg Montmartre
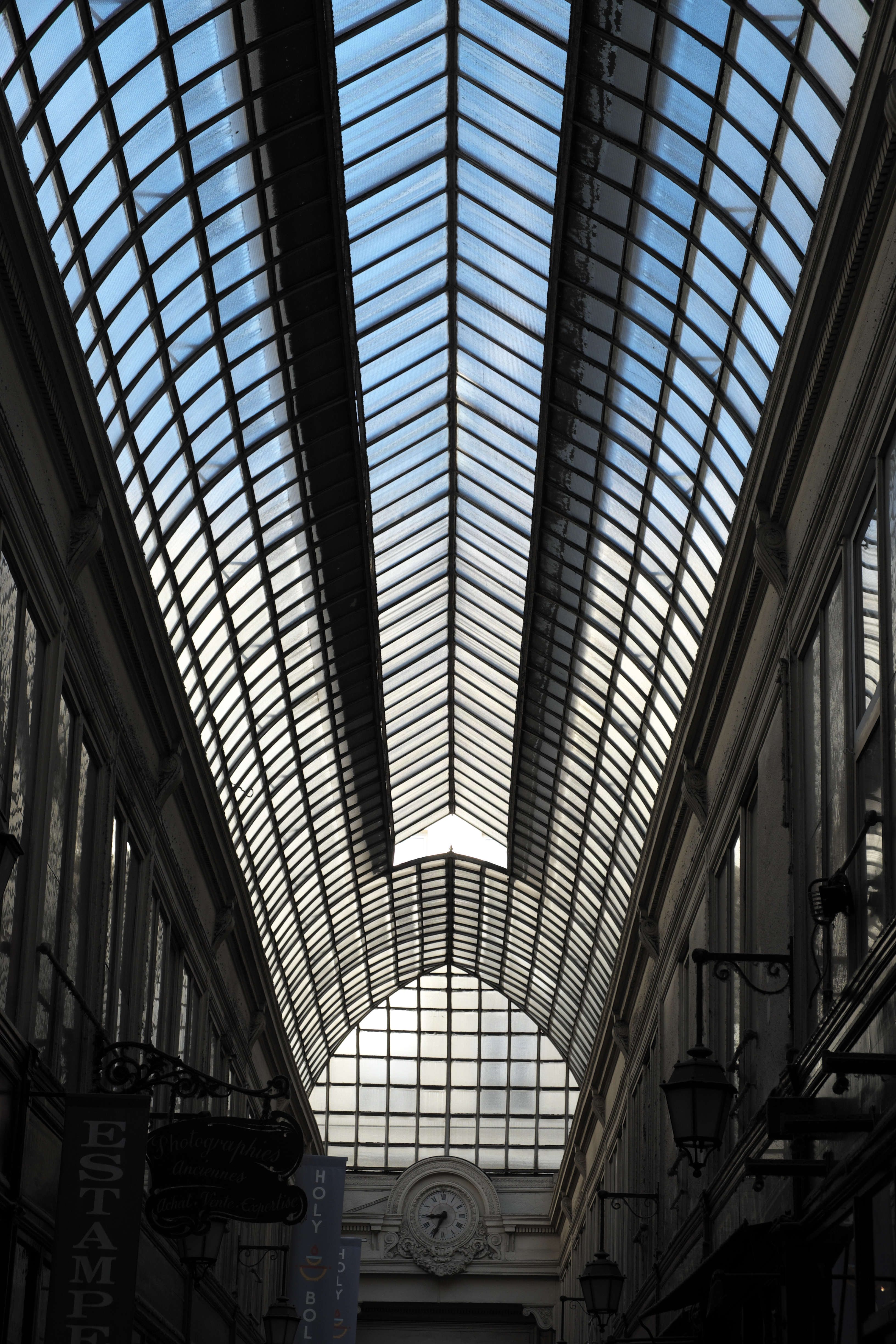
Verrière du passage
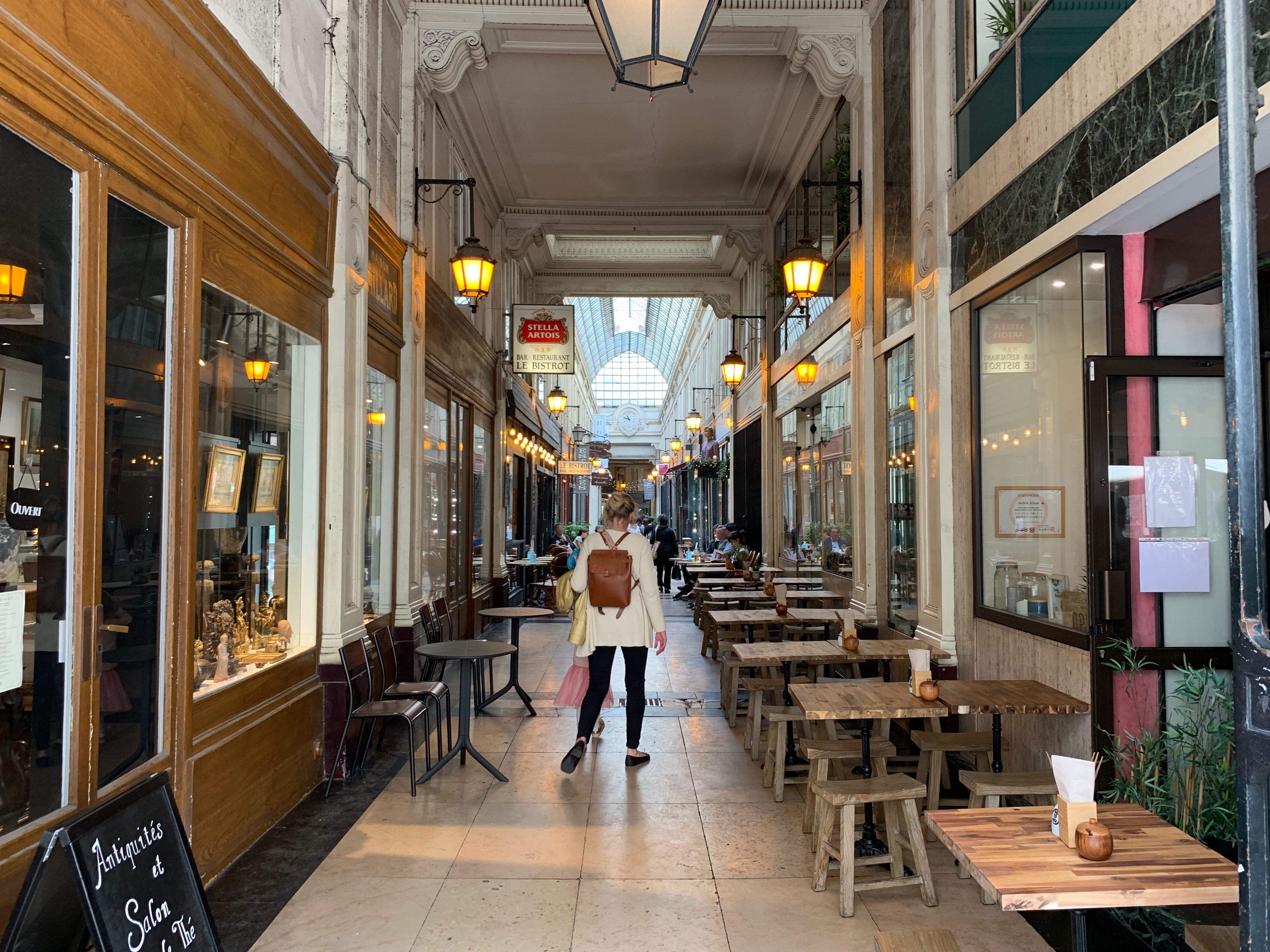
Vue en direction rue du Faubourg-Montmartre.
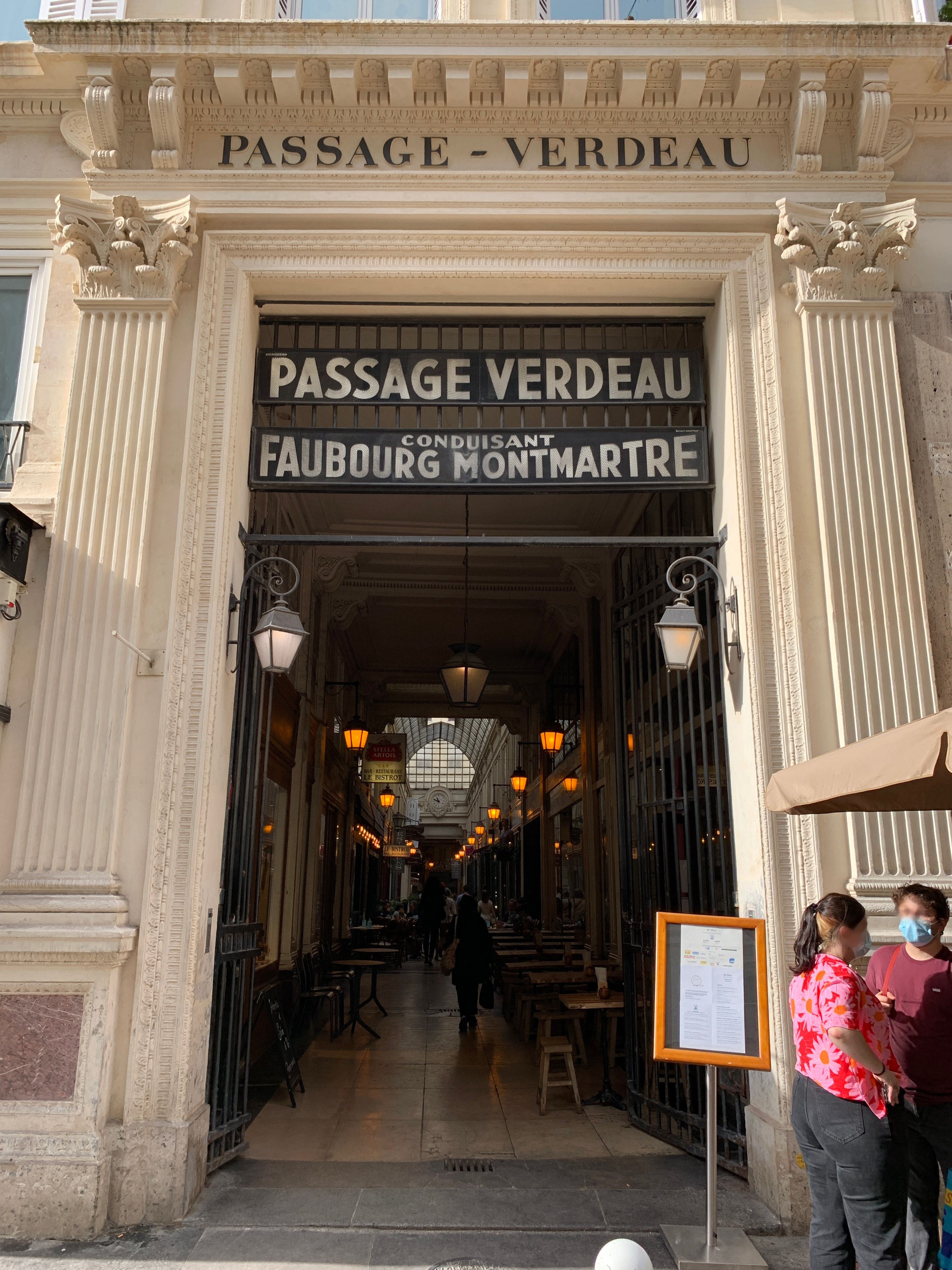
Entré rue de la Grange-Batelière.
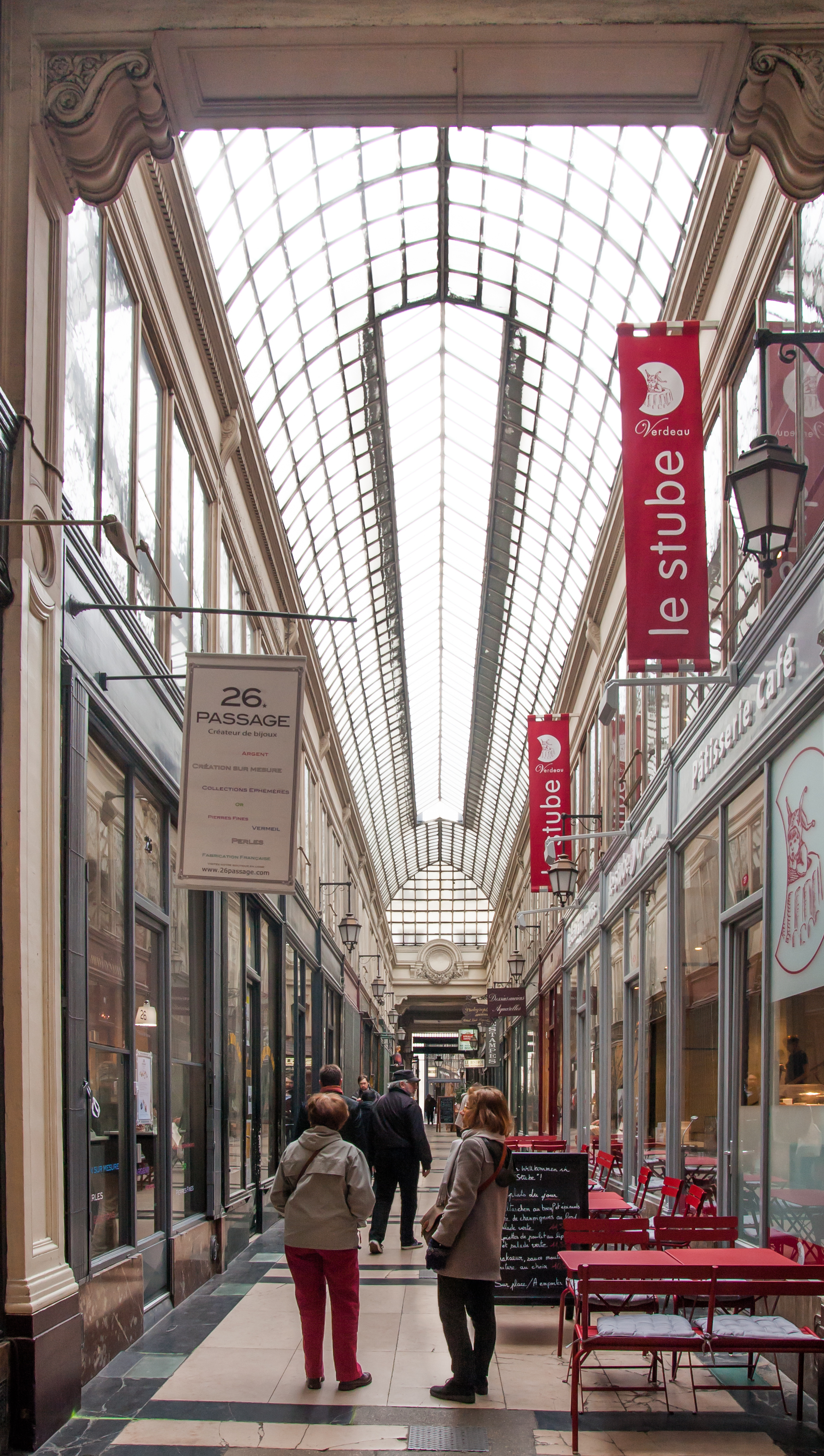
Vue en direction rue de la Grange-Batelière.